# Lijst van voetbalinterlands Botswana - Eritrea
Deze lijst van voetbalinterlands is een overzicht van alle officiële voetbalwedstrijden tussen de nationale teams van Botswana en Eritrea. De landen speelden tot op heden twee keer tegen elkaar. De eerste ontmoeting, een kwalificatiewedstrijd voor het Wereldkampioenschap voetbal 2018, werd gespeeld in Asmara op 10 oktober 2015. Het laatste duel, de returnwedstrijd in dezelfde kwalificatiereeks, vond plaats op 13 oktober 2015 in Francistown.

## Wedstrijden
| № | Plaats      | Datum           | Competitie           | Wedstrijd          | Uitslag |
| - | ----------- | --------------- | -------------------- | ------------------ | ------- |
| 1 | Asmara      | 10 oktober 2015 | WK 2018 kwalificatie | Eritrea − Botswana | 0 − 2   |
| 2 | Francistown | 13 oktober 2015 | WK 2018 kwalificatie | Botswana − Eritrea | 3 − 1   |

## Samenvatting
| Competitie      | Totaal gespeeld | Winst Botswana | Gelijk | Winst Eritrea | Doelsaldo Botswana – Eritrea |
| --------------- | --------------- | -------------- | ------ | ------------- | ---------------------------- |
| WK-kwalificatie | 2               | 2              | 0      | 0             | 5 − 1                        |
| Totaal          | 2               | 2              | 0      | 0             | 5 − 1                        |

Wedstrijden bepaald door strafschoppen worden, in lijn met de FIFA, als een gelijkspel gerekend.
BFA · Botswaans vrouwenelftal · Olympisch elftal
1968 – 1979 ·
1980 – 1989 ·
1990 – 1999 ·
2000 – 2009 ·
2010 – 2019 ·
2020 − 2029
Algerije ·
Angola ·
Burkina Faso ·
Burundi ·
Centraal-Afrikaanse Republiek ·
China ·
Comoren ·
Congo-Kinshasa ·
Egypte ·
Equatoriaal-Guinea ·
Eritrea ·
Ethiopië ·
Gabon ·
Ghana ·
Guinee ·
Guinee-Bissau ·
Irak ·
Iran ·
Ivoorkust ·
Kaapverdië ·
Kenia ·
Lesotho ·
Liberia ·
Libië ·
Madagaskar ·
Malawi ·
Mali ·
Marokko ·
Mauritanië ·
Mauritius ·
Mozambique ·
Namibië ·
Nieuw-Zeeland ·
Niger ·
Nigeria ·
Oeganda ·
Rwanda ·
Senegal ·
Seychellen ·
Somalië ·
Swaziland ·
Tanzania ·
Togo ·
Trinidad en Tobago ·
Tsjaad ·
Tunesië ·
Zambia ·
Zimbabwe ·
Zuid-Afrika ·
Zuid-Soedan ·
Zweden
ENFF · 
Eritrees vrouwenelftal
Interlands
Tegenstander:
Angola ·
Botswana ·
Burundi ·
Djibouti ·
Ghana ·
Jemen ·
Kameroen ·
Kenia ·
Malawi ·
Mali ·
Mozambique ·
Namibië ·
Nigeria ·
Oeganda ·
Rwanda ·
Senegal ·
Seychellen ·
Soedan ·
Somalië ·
Swaziland ·
Tanzania ·
Zimbabwe